# Журавський Михайло Євгенович
Михайло Євгенович Журавський (1871 — ?, після 1917) — старокостянтинівський повітовий "голова дворянства" в 1901-1914 рр., депутат I Державної думи від Волинської губернії.

## Біографія
Православний, із дворян, одружений. Землевласник Старокостянтинівського повіту (на 1913 рік — 512 десятин при селі Чернелівка).
Закінчив Миколаївське інженерне училище, звідки був випущений офіцером у 1890 році. Служив у польових інженерних військах. 1894 року вийшов у запас у чині поручика і присвятив себе сільському господарству. У своєму маєтку організував чудово поставлену школу і був її шефом. У 1901 році був призначений старокостянтинівським повітовим ватажком дворянства. Крім того, був почесним мировим суддею Старокостянтинівського округу та головою місцевого сільськогосподарського товариства.
У 1906 був обраний членом I Державної думи від загального складу виборщиків Волинського губернських виборчих зборів. Входив до групи безпартійних, входив до членом аграрної комісії.
У 1911 році, з введенням виборного земства в Західному краї, був обраний Старокостянтинівським повітовим ватажком дворянства, а також головою повітової земської управи і обіймав обидві посади протягом одного триліття. На 1915 рік — ізяславський повітовий ватажок дворянства, проте вже наступного року поступився цією посадою М.М. Шабельському. Дослужився до чину колезького радника. Доля після 1917 року невідома. 

### Нагороди
- Орден Св.Анни 3-го ступеня (1903)
- Орден Св.Станіслава 2-го ступеня (1908)
- Орден Св. Володимира 4-го ступеня (1911),
- Медаль на згадку про 300-річчя царювання будинку Романових.